# Chronologie des faits économiques et sociaux dans les années 1990
Chronologie de l'économie
Années 1980 - Années 1990 - Années 2000

## Événements

Recul des glaciers de Nouvelle-Zélande sur une période de 10 années de 1990 à 2000 : les accélérations prises par ce phénomène conduisant à rendre incongru le terme de neige éternelle, elles amènent un vif intérêt sur les questions des effets contemporains comme ceux des changements climatiques antérieurs sur l'humanité.

### Afrique
- 1999 : la septième pandémie de choléra atteint Madagascar[1].
- Après l’effondrement du bloc communiste, l’aide publique au développement en Afrique tombe de 14,7 milliards de dollars en 1990 à 10 milliards en 2000.

- L’Égypte profite de son engagement dans la guerre du Golfe. Les États-Unis effacent une grande partie de la dette civile et militaire. Le régime se lance dans un vaste programme de libéralisation : privatisation et ouverture au capital étranger. Le FMI et la Banque mondiale poussent l’Égypte à liquider le secteur public de l’économie. La première mesure adoptée est un assouplissement du contrôle des charges. Le taux de croissance s’élève à 4 % au début des années 1990. Le revenu national est toutefois mal réparti et le taux de chômage est de l’ordre de 20 % de la population active. Une grande partie de la population vit sur les prix subventionnés des produits de base et sur les solidarités familiales. Les renvois d’argent des émigrés de travail font également vivre une bonne partie de la population.

### Amérique
- 1991 : la septième pandémie de choléra atteint le Pérou[1].

- Fin de la récession aux États-Unis.
  - Croissance de l’économie américaine,
  - Mise en œuvre des principes de l'économie du savoir (Paul Romer)
  - bulle boursière sur les jeunes sociétés (biotechnologie, compagnies minières junior, informatique et Internet)

- La Russie met un terme dans les années 1990 aux conditions économiques antérieures favorables avec Cuba (achat de sucre à un cours avantageux, vente de pétrole et d’équipement à des tarifs préférentiels). Les États-Unis maintiennent leur embargo, et l’économie cubaine s’effondre. Le régime castriste se voit dans l’obligation de faire des concessions, sans renoncer au système du parti unique et à la répression de toute dissidence.

- Plan du ministre de l’économie Cavallo contre l’inflation en Argentine (1991) : abaissement considérable des droits de douane, privatisation massives, réformes fiscales pour accroître les recettes et réduction des dépenses, convertibilité totale de l’austral en dollar à taux fixe (en 1992, le nouveau peso vaut un dollar), interdiction faite à la banque centrale de financer les déficits budgétaires par la création de monnaie, fin de l’indexation des salaires et des contrats financiers. Grâce au plan Cavallo, l’inflation chute de 800 % par an en 1990 à moins de 5 % en 1995—un taux néanmoins trop élevé pour un peso lié au dollar, d’où une détérioration de la balance des comptes courants, une augmentation du chômage, un ralentissement de la croissance très perceptible à partir de 1995. L’année suivante, Menem renvoie Cavallo.

### Asie
- Dans les années 1990, l’économie de la Corée du Nord reçoit des chocs successifs : l’URSS, puis la Russie, cessent de lui fournir de l’énergie à des prix préférentiels ; la Chine exige le paiement de ses fournitures au tarif mondial ; les inondations dévastent des régions de moins en moins bien entretenues.
- Baisse de la croissance au Japon. L’indice Nikkei atteint en 1991 l’indice record de 38 000. Au même moment les prix de l’immobilier augmentent de façon déraisonnable. Une bulle financière se crée au Japon de manière partiellement autonome. Dès que les perspectives de rentabilité se dissipent, elle éclate. Le Nikkei s'effondre, et oscille entre 14 000 et 18 000. Les années 1990 sont alors pour le Japon les pires connues en termes de croissance économique depuis la fin de la seconde guerre mondiale.
- La Syrie profite de la guerre du Golfe sur le plan économique et reçoit des aides diverses. Hafez el-Assad maintient une politique d’ouverture aux investissements privés.
- La crise économique asiatique se produit en Asie. Le Premier ministre malaisien Mahathir Mohamad a imposé des contrôles monétaires, permettant au pays de se redresser plus rapidement que les autres pays.

### Europe
- À partir de 1991, l'ex-URSS sombre dans la dépression économique. Chaque république se replie sur elle-même et procède à des échanges avec ses voisines sous forme de troc ; l’espace économique se fragmente ; nombre de production baissent d’environ 10 %. L'inflation commence à atteindre des niveaux élevés. Le pouvoir, paralysé, n’ose pas prendre les mesures économiques qui s’imposent.

- Après avoir légèrement diminué entre 1987 et 1990, le chômage en France connaît une forte augmentation entre février 1991 et janvier 1994. Il atteint alors 10,8 % de la population active. Il se maintient plusieurs années vers ce niveau, atteignant même 11 % en avril 1997. Il faut attendre avril 1999 pour le chômage commence à décroître durablement[2].

## Démographie
- 1990 : 97 584 600 habitants au Mexique[3].
- 1991 : recensement au Canada ; le pays compte 27 296 859 habitants[4].